# Ken Spears
Pour les articles homonymes, voir Spears.
Ken Spears est un producteur de télévision américain né le 12 mars 1938 et mort le 6 novembre 2020.

## Biographie
Ken Spears grandit à Los Angeles. Il entre dans le monde professionnel à travers le studio de production Hanna-Barbera Productions.
Il est connu pour avoir créé Scooby Doo.
En 1977, il fonde en compagnie de Joe Ruby leur propre studio, Ruby-Spears Productions qui produira des séries d'animation comme Arok le barbare, Mister T. et Alvin et les Chipmunks entre autres.
Il meurt le 6 novembre 2020 de la maladie à corps de Lewy à l'âge de 82 ans, à peine quatre mois après le décès de Joe Ruby.

## Filmographie

### Comme scénariste
- 1966-1968 : Le Fantôme de l'espace
- 1969-1970 : Scooby Doo

### Comme producteur
- 1980 : Arok le barbare
- 1983-1985 : Mister T.
- 1983-1987 : Alvin et les Chipmunks
- 1986 : Rambo
- 1988 : Police Academy
- 1989-1990 : Dink le petit dinosaure

### Comme monteur
- 1960-1965 : Les Pierrafeu
- 1964 : Les Aventures de Yogi le nounours